# Michel Lasme
Michel Lasme (Abidjan, 14 dicembre 1982) è un ex cestista e allenatore di pallacanestro ivoriano.

## Carriera
Con la Costa d'Avorio ha disputato tre edizioni dei Campionati africani (1999, 2001, 2003).